# Lousã
Lousã (pronunciación en portugués: /lo(ou)'zɐ̃/ (escucharⓘ)) es una villa y municipio de Portugal del distrito de Coímbra; se localiza en la región centro y más específicamente en comunidad intermunicipal de Coímbra, habitando en ella 17 007 personas, según el censo de 2021.

## Geografía
Se sitúa en la zona de transición entre los dos patrones de desarrollo que caracterizan la subregión vecina: por un lado, las tierras más «urbanas», más próximas de la capital regional; por otro, las más alejadas, con carácter más «rural». En cuanto al crecimiento natural de los municipios de la antigua subregión estadística de Pinhal Interior Norte, el municipio de Lousã es el que posee el más elevado (18 %), superior a los valores medios de la región (3,4 %) y del país (4,6 %).
Es la sede de un municipio con 138,40 km² de área y 17 007 habitantes (2021), este está dividido en 4 freguesias. El municipio de Lousã limita al norte con Vila Nova de Poiares, al este con Góis, al sureste con Castanheira de Pêra, al sur con Figueiró dos Vinhos y al oeste con Miranda do Corvo.
Asimismo, Lousã posee una extensa red escolar pública y una Pousada da Juventude. Además también hay una escuela profesional (pública igualmente). Respecto a enseñanza privada, hay varios centros.

### Orografía
El territorio municipal está ocupado en estos usos:
- Florestal/Bosque - 58,6 %
- Agrícola - 17,2 %
- Baldíos (Sin uso) - 22,1 %
- Social - 2 %
- Aguas interiores - 0,1 %

### Freguesias
Las freguesias de Lousã son las siguientes:
- Foz de Arouce e Casal de Ermio
- Gândaras
- Lousã e Vilarinho
- Serpins

### Comunicaciones
Lousã en general tiene buenas comunicaciones terrestres, estando conectada por la EN342 a Miranda do Corvo, Vilarinho y Góis, por la EN17 (Estrada da Beira) a Coímbra y Vila Nova de Poiares, por la EN236 a Castanheira de Pêra. Además tiene otras carreteras municipales entre las aldeas. Posee un aeródromo (apenas está apto para vuelos visuales y para aviones ligeros con peso inferior a 5700 kg) y la red de autobuses Metro Mondego.

## Historia
Las primeras señales de presencia humana en Lousã se remontan al Imperio romano, ejemplos que lo atestiguan son restos funerarios, utensilios de vidrio y metal, monedas e incluso vestigios de las comunicaciones terrestres romanas. Se tiene conocimiento de que en la zona del Valle del río Ceira y en la Sierra de Lousã hubo exploraciones de metales como el oro. Desde el comienzo de las invasiones germánicas hasta 943 no hay más información; en dicho año se conoce de firma de un tratado entre Zuleima Abaiud y el abad Mestúlio del Monasterio de Lorvão, y en él se menciona el topónimo Arauz que está relacionado con el Castillo de Arouce.

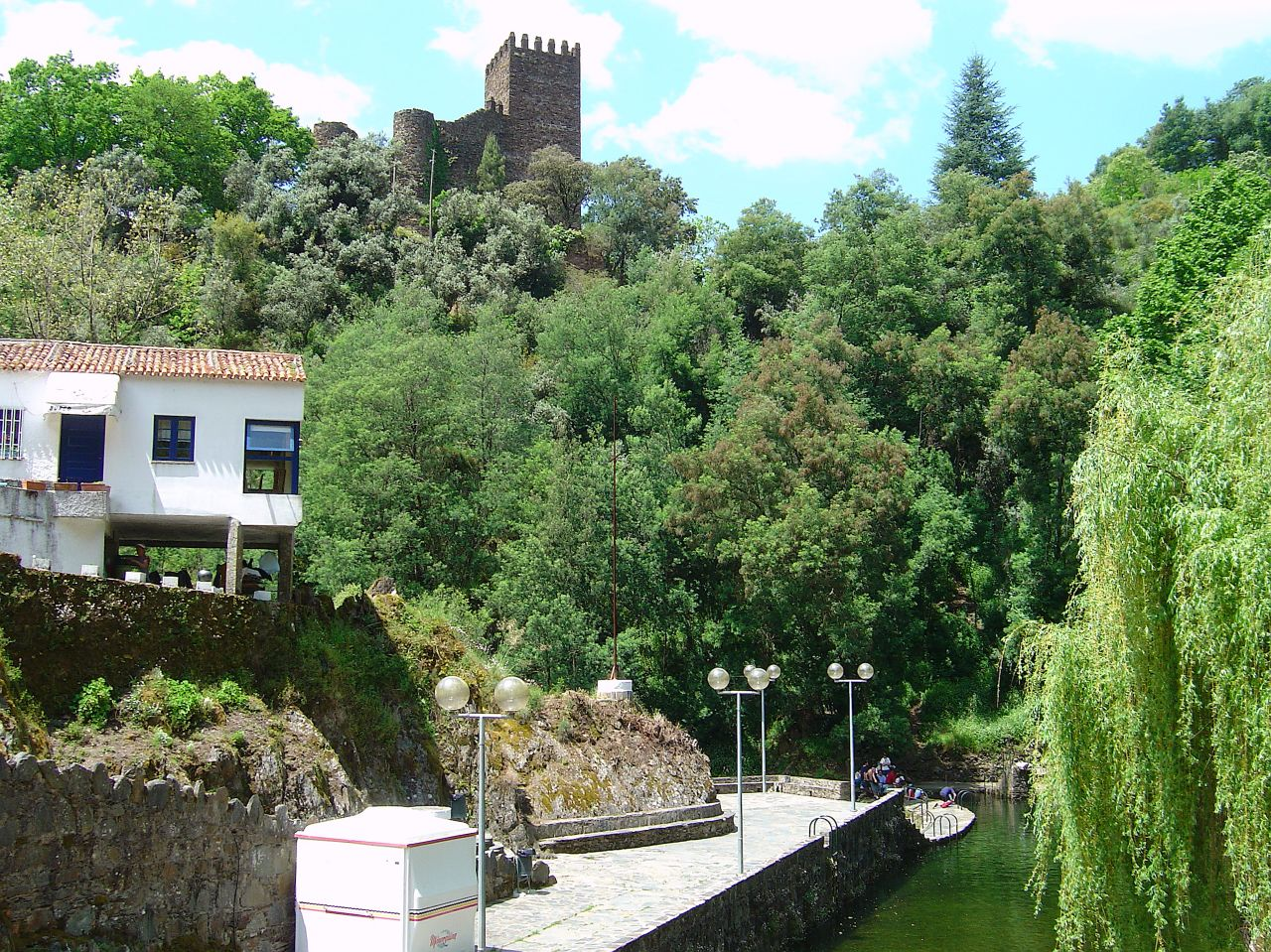
Castillo de Arouce (Castillo de Lousã).

Después de la conquista permanente por el Reino de León de Coímbra en 1064, la repoblación del territorio se hizo más intensa. Al alcaide Sisnando Davídiz se le atribuye la orden de fortificar y la de reconstruir las edificaciones, entre ellas el Castillo de Arouce (Castillo de Lousã). Respecto a la dominación musulmana, hay diversas leyendas que explican la fundación del Castillo y otras sobre la villa.
Pero fue en el siglo XVIII cuando Lousã se empezó a modernizar, estos avances la pusieron en vanguardia en relación con otras villas. La culminación de este proceso que industrializó y modernizó la villa fue la llegada en 1906 del tren, mejorando así las comunicaciones terrestres siguiendo la política de innovación iniciada por el ministro Fontes Pereira de Melo y en 1924 la llegada de la energía eléctrica. Aunque hubo dos paréntesis en este proceso que fueron la Guerra Peninsular en la que en 1811 en el que se produjo el Combate de Foz de Arouce (Foz de Arouce es una población del municipio de Lousã), y la guerra civil portuguesa, que causaron el atraso en el progreso de Portugal respecto a otras naciones europeas.
El perímetro urbano antiguo se extendía desde el fin de la Sierra hasta donde hoy se localiza más o menos el ayuntamiento, después del siglo XIX se expandió a toda la planicie de Lousã. En 1888 empezó a funcionar el hospital, el matadero en 1893, el teatro viejo, la nueva iglesia matriz en 1874, etc.

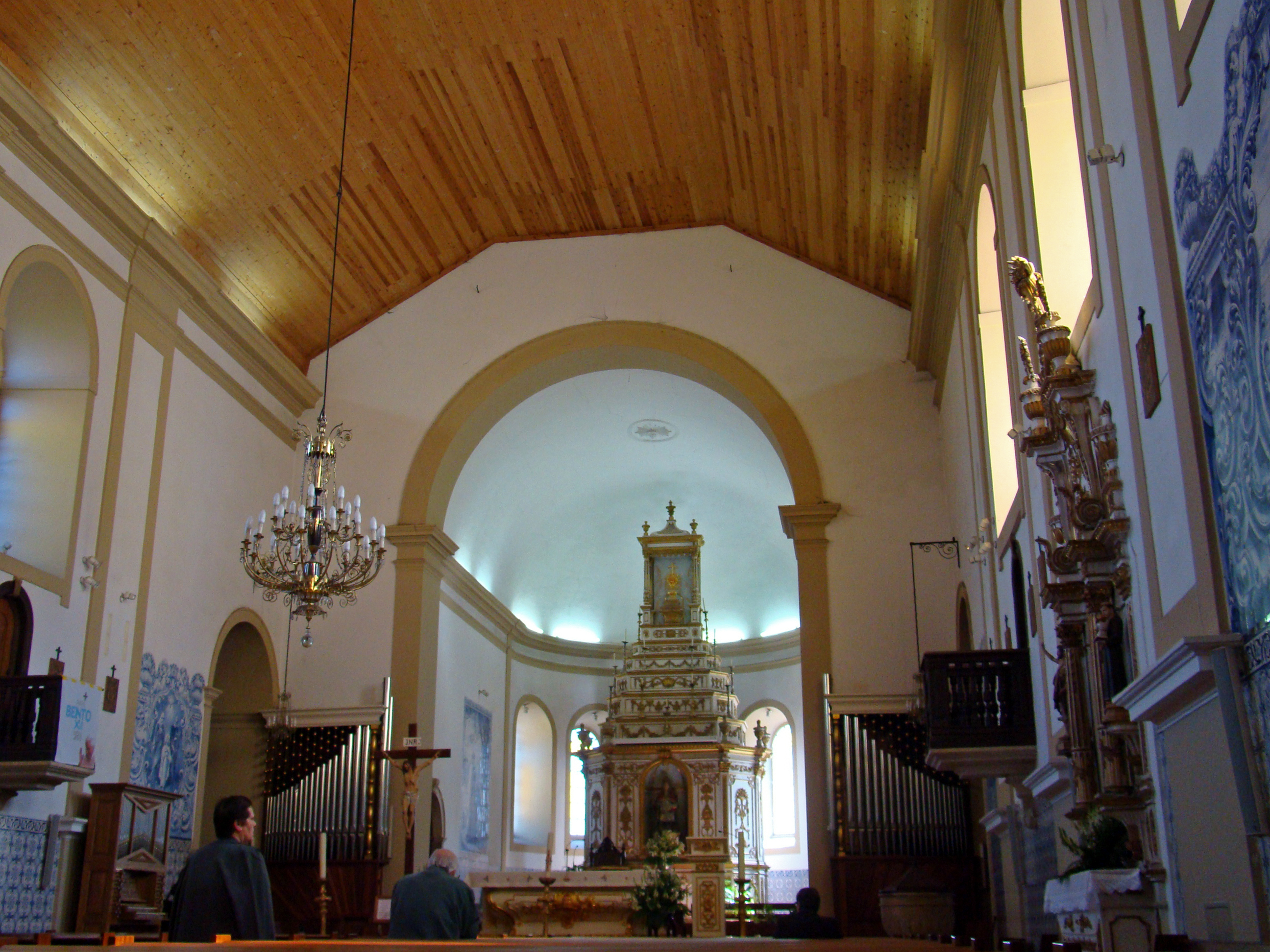
Interior de la iglesia parroquial (Matriz) de Lousã.

Hay aldeas serranas llamadas Aldeas de Xisto (en castellano: Aldeas de Esquisto; Aldeas de Piedra Laja) en las montañas de la Sierra de Lousã.
En 1151 el rey Alfonso Enríquez le otorgó fuero y en 1513 recibió un nuevo fuero por el rey Manuel I.

## Símbolos
"De negro com uma banda ondada de prata e de azul, acompanhada por um rodízio de ouro com oito pás do mesmo metal e por um molho de espigas de trigo de ouro atado de verde.
Coroa mural de prata de quatro torres. Bandeira amarela e azul. Cordões e borlas de ouro e azul. Listel branco com letras pretas. Lança e haste dourada."
Paços do Governo da República, 2 de julio de 1931. 
 El Ministro de Interior, António Lopes Mateus

- El negro simboliza la honestidad y la tierra;
- Las espigas en oro encarnan la agricultura local;
- La rueda móvil simboliza la notable industria de papel;
- Los ríos son representados por rayas onduladas de color azul y plata;
- La corona mural de cuatro torres es la que portan las vilas.[15]

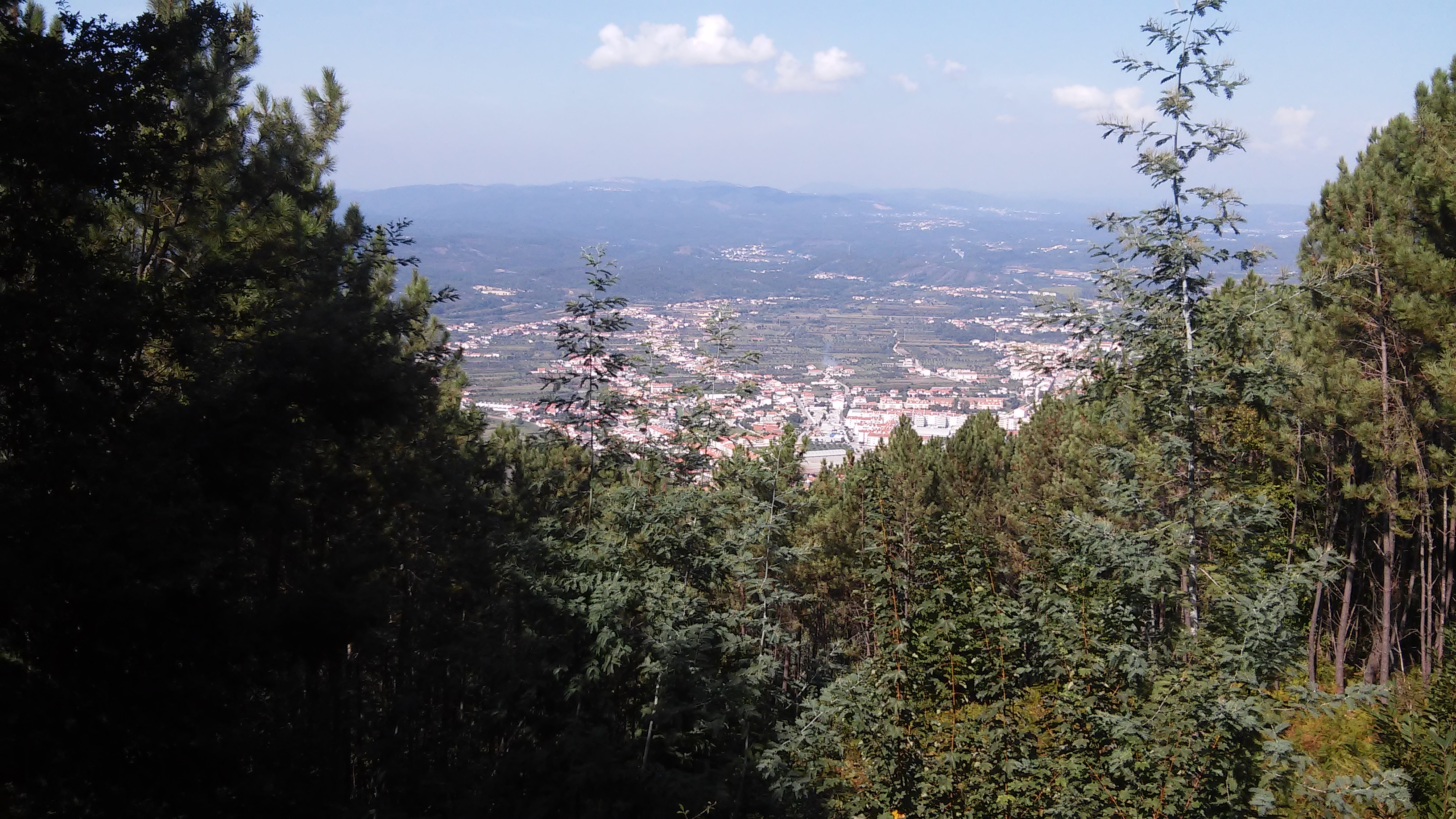
Vista de Lousã desde la Sierra de Lousã

## Demografía
| Gráfica de evolución demográfica de Lousã entre 1864 y 2021 |
|                                                             |
| Datos según el nomenclátor publicado por el INE portugués.  |

## Cultura
La villa de Lousã se caracteriza por su "mezcla" de modernidad con la tradición; los trabajos artesanales son: la fabricación de cestos, trabajos en esquisto (en portugués: Xisto), bisutería, trabajos en madera y papel, cerámica y costura.
Además de los trabajos artesanales Lousã también es conocida por sus vinos, sus licores, la miel DOP de la Sierra, sus dulces y sus plantas.

## Patrimonio
- Sierra de Lousã
- Aldeas de Xisto
- Castillo de Lousã
- Casas Apalazadas
- Santuario de Nª Sra. de la Piedad
- Piscinas Naturales

## Hermanamientos
- Prades[19]